# Planet Waves
Planet Waves je čtrnácté studiové album Boba Dylana, vydané v roce 1974 u Asylum Records, mimo Spojené království, kde album vyšlo u Island Records. Na albu hrají mimo Dylana členové skupiny The Band.

## Seznam skladeb
Všechny skladby napsal Bob Dylan.
| Pořadí         | Název                        | Délka |
| -------------- | ---------------------------- | ----- |
| 1.             | On a Night Like This         | 2:57  |
| 2.             | Going, Going, Gone           | 3:27  |
| 3.             | Tough Mama                   | 4:17  |
| 4.             | Hazel                        | 2:50  |
| 5.             | Something There Is About You | 4:45  |
| 6.             | Forever Young                | 4:57  |
| 7.             | Forever Young (Continued)    | 2:49  |
| 8.             | Dirge                        | 5:36  |
| 9.             | You Angel You                | 2:54  |
| 10.            | Never Say Goodbye            | 2:56  |
| 11.            | Wedding Song                 | 4:42  |
| Celková délka: | Celková délka:               | 42:12 |

## Sestava
- Bob Dylan - zpěv, harmonika, kytara, piáno
- Robbie Robertson - kytara, baskytara
- Rick Danko - baskytara, housle
- Garth Hudson - klávesy, varhany, piáno, akordeon, saxofon
- Richard Manuel - piáno, klávesy, bicí
- Levon Helm - bicí, mandolína